# Pavle Polanec
Pavle Polanec, slovenski košarkar, * 25. maj 1948, Ljubljana.
Pavle Polanec je bil dolgoletni krilni košarkar ljubljanskega kluba KK Olimpija. Leta 1974 je bil tudi član jugoslovanske reprezentance, za katero je odigral eno tekmo. Nastopal je v Turčiji in v KK Litija.